# Richard Scammon
Richard M. Scammon (* 15. Juli 1915 in Minneapolis; † 27. April 2001 in Gaithersburg, Maryland) war ein US-amerikanischer Politikwissenschaftler und Wahlforscher.

## Leben und Wirken
Richard Scammon studierte Politikwissenschaft zunächst an der University of Minnesota und erwarb dort 1935 den Bachelorgrad. Die Magisterprüfung legte er dann an der University of Michigan ab. Während des Zweiten Weltkriegs leistete er Militärdienst und war noch bis 1948 im besetzten Deutschland tätig, hier vor allem bei der Militärregierung in der amerikanischen Besatzungszone, wo er sich wegen seiner akademischen Ausbildung um Wahlen und die Neugründung politischer Parteien kümmerte. Anschließend arbeitete Scammon bis 1955 im State Department in Washington, D.C. und zwar in dessen Forschungsabteilung. Im Jahre 1955 gründete Scammon das „Election Research Center“, das er bis 1995 leitete. Von 1961 bis 1965 war er Direktor des United States Census Bureau. In seiner langen Dienstzeit beschäftigte sich Richard Scammon vor allem mit der statistischen Analyse politischer Wahlen in den USA und publizierte hierüber. Bis 1988 wirkte er in diesem thematischen Zusammenhang auch als Mitarbeiter der National Broadcasting Company (NBC). Als sein Hauptwerk gilt das 1975 veröffentlichte Buch "The real majority".
1976 wurde Scammon Mitglied der American Statistical Association.

## Veröffentlichungen (Auswahl)
- British by-elections 1951–1955. In: The journal of politics, Bd. 18 (1956), S. 83–94.
- (Hrsg.): America votes. A handbook of contemporary American election statistics. Bd. 1 (1956) – Bd. 12 (1976). Macmillan, New York.
- The road to 1960. In: American government annual, Bd. 1959/1960, S. 23–43.

- (mit Ben J. Wattenberg): This U.S.A. An unexpected family portrait of 194,067,296 Americans drawn from the census. Doubleday, Garden City, NY 1965.
- Electoral participation. In: Bertram M. Gross (Hrsg.): Social goals and indicators for American society. Bd. 1 (= The Annals, Bd. 371). American Academy of Political and Social Science, Philadelphia 1967, S. 59–71.
- Political Parties. In: Edward Harold Litchfield u. a.: Governing postwar Germany. Bd. 2. Kemnikat Press, Port Washington, NY 1972, S. 471–499.
- Postwar elections and electoral processes. In: Ebd., S. 500–533.
- (mit Ben J. Wattenberg): The real majority. Berkley, New York 1972.
- A summary of French presidential election results 1965–74. In: Howard Rae Penniman (Hrsg.): France at the polls. The presidential election of 1974. American Enterprise Inst. for Publ. Policy Research, Washington, D.C. 1975, S. 255–315, ISBN 0-8447-3171-4.
- The election and the future of British electoral. In: Howard Rae Penniman (Hrsg.): Britain at the polls. The Parliamentary Elections of 1974. American Enterprise Inst. for Publ. Policy Research, Washington, D.C. 1975, S. 163–176, ISBN 0-8447-3158-7.

- (Hrsg.): America at the polls. A handbook of American presidential election statistics 1920-1964. Zwei Bände. Arno Press, New York 1976/1988, ISBN 0-405-07711-4 und ISBN 0-87187-452-0.
- Recent Bundestag election statistics. In: Karl H. Cerny (Hrsg.): Germany at the polls. The Bundestag general election of 1976 (= AEI studies, Bd. 208). American Enterprise Inst. for Publ. Policy Research, Washington, D.C. 1978, S. 227–242, ISBN 0-8447-3310-5.
- (mit Alice V. McGillivray u. Rhodes Cook): America at the polls. A handbook of American presidential election statistics. Drei Teile. Congressional Quarterly Press, Washington, D.C. 1994/2001/2005, ISBN 1-56802-605-6.